# Série mondiale 1954
La Série mondiale 1954 est la 51e série finale de la Ligue majeure de baseball.
Elle se joue du 29 septembre au 2 octobre entre les Giants de New York et les Indians de Cleveland. 
Les Giants remportent le titre en gagnant les quatre premiers matches de la série. Cette lourde défaite des Indians est une surprise après une saison record de Cleveland qui enregistra 111 victoires en saison régulière. 
Cette série reste dans les mémoires pour le fameux attrapé réalisé par Willie Mays lors du premier match. Il est tout simplement nommé The Catch.

## Déroulement de la Série

### Calendrier des rencontres
La première équipe à remporter quatre parties sur les sept programmées est sacrée championne. 
| Match | Date        | Visiteur          | Hôte                 | Score                | Affluence |        |
| ----- | ----------- | ----------------- | -------------------- | -------------------- | --------- | ------ |
| 1     | 29 sept.    | Polo Grounds (IV) | Indians de Cleveland | Giants de New York   | 2 - 5     | 52 751 |
| 2     | 30 sept.    | Polo Grounds      | Indians de Cleveland | Giants de New York   | 1 - 3     | 49 099 |
| 3     | 1er octobre | Cleveland Stadium | Giants de New York   | Indians de Cleveland | 6 - 2     | 71 555 |
| 4     | 2 octobre   | Cleveland Stadium | Giants de New York   | Indians de Cleveland | 7 - 4     | 78 102 |

### Match 1

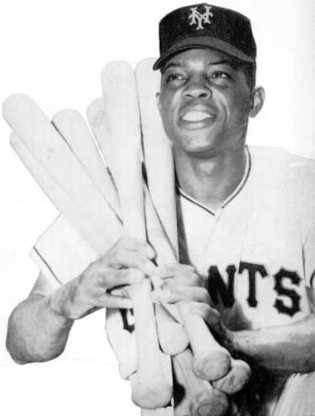
Willie Mays en 1954.

Mercredi 29 septembre 1954 au Polo Grounds (IV) à New York.
| Équipes   | 1 | 2 | 3 | 4 | 5 | 6 | 7 | 8 | 9 | 10 | R | H | E |
| --------- | - | - | - | - | - | - | - | - | - | -- | - | - | - |
| Cleveland | 2 | 0 | 0 | 0 | 0 | 0 | 0 | 0 | 0 | 0  | 2 | 8 | 0 |
| New York  | 0 | 0 | 2 | 0 | 0 | 0 | 0 | 0 | 0 | 3  | 5 | 9 | 3 |

WP: Marv Grissom (1–0)  LP: Bob Lemon (0–1)  
HRs:  NYG – Dusty Rhodes (1)

### Match 2
Jeudi 30 septembre 1954 au Polo Grounds (IV) à New York.
| Équipes   | 1 | 2 | 3 | 4 | 5 | 6 | 7 | 8 | 9 | R | H | E |
| --------- | - | - | - | - | - | - | - | - | - | - | - | - |
| Cleveland | 1 | 0 | 0 | 0 | 0 | 0 | 0 | 0 | 0 | 1 | 8 | 0 |
| New York  | 0 | 0 | 0 | 0 | 2 | 0 | 1 | 0 | X | 3 | 4 | 0 |

WP: Johnny Antonelli (1–0)  LP: Early Wynn (0–1)  
HRs:  CLE – Al Smith (1)  NYG – Dusty Rhodes (2)

### Match 3
Vendredi 1er octobre 1954 au Cleveland Stadium de Cleveland, Ohio.
| Équipes   | 1 | 2 | 3 | 4 | 5 | 6 | 7 | 8 | 9 | R | H  | E |
| --------- | - | - | - | - | - | - | - | - | - | - | -- | - |
| New York  | 1 | 0 | 3 | 0 | 1 | 1 | 0 | 0 | 0 | 6 | 10 | 1 |
| Cleveland | 0 | 0 | 0 | 0 | 0 | 0 | 1 | 1 | 0 | 2 | 4  | 2 |

WP: Ruben Gomez (1–0)  LP: Mike Garcia (0–1)  SV: Hoyt Wilhelm (1)  
HRs:  CLE – Vic Wertz (1)

### Match 4
Samedi 2 octobre 1954 au Cleveland Stadium de Cleveland, Ohio.
| Équipes   | 1 | 2 | 3 | 4 | 5 | 6 | 7 | 8 | 9 | R | H  | E |
| --------- | - | - | - | - | - | - | - | - | - | - | -- | - |
| New York  | 0 | 2 | 1 | 0 | 4 | 0 | 0 | 0 | 0 | 7 | 10 | 3 |
| Cleveland | 0 | 0 | 0 | 0 | 3 | 0 | 1 | 0 | 0 | 4 | 6  | 2 |

WP: Don Liddle (1–0)  LP: Bob Lemon (0–2)  SV: Johnny Antonelli (1)  
HRs:  CLE – Hank Majeski (1)